# Peckin' Time
Peckin' Time è un album di Hank Mobley e del trombettista Lee Morgan, pubblicato dalla Blue Note Records nel Dicembre del 1959. Il disco fu registrato il 9 febbraio del 1958 al Van Gelder Studio di Hackensack, New Jersey (Stati Uniti).

## Tracce
Lato A
1. High and Flighty – 6:05 (Hank Mobley)
2. Speak Low – 7:09 (Kurt Weill, Ogden Nash)
3. Peckin' Time – 6:49 (Hank Mobley)

Lato B
1. Stretchin' Out – 9:00 (Hank Mobley)
2. Git-Go Blues – 12:24 (Hank Mobley)

## Musicisti
- Hank Mobley - sassofono tenore
- Lee Morgan - tromba
- Wynton Kelly - pianoforte
- Paul Chambers - contrabbasso
- Charlie Persip - batteria